# Văn hóa Philippines

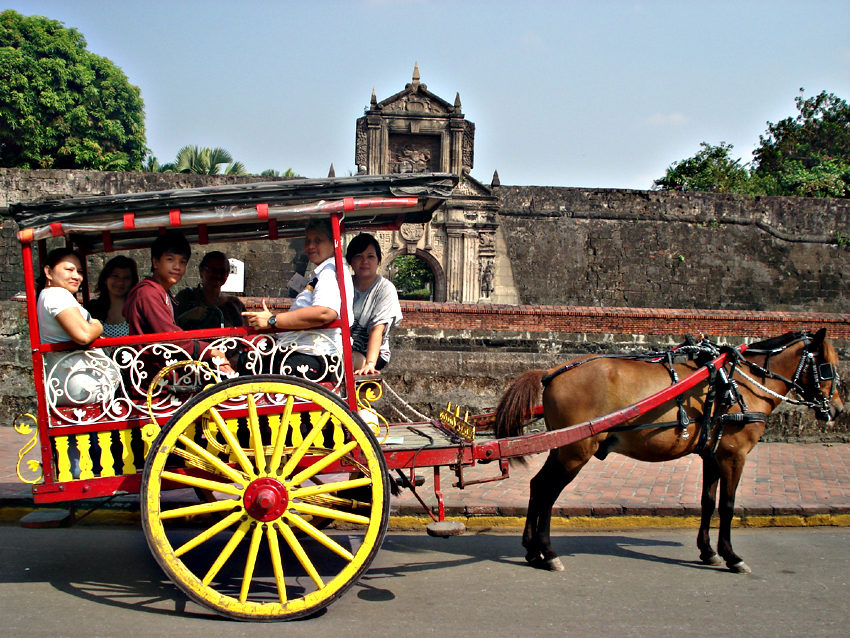
Kalesa, một phương tiện vận chuyển trong thành phố truyền thống của Philippines

Văn hóa Philippines là kết hợp của các nền văn hóa phương Đông và phương Tây. Người Negrito đã định cư tại Philippines đầu tiên; ngày nay, mặc dù còn ít, nhưng họ vẫn giữ được lối sống và văn hoá truyền thống. Sau đó, người Austronesia đã đến quần đảo này. Ngày nay, nền văn hoá Austronesian lộ rõ trong các sắc tộc, ngôn ngữ, ẩm thực, âm nhạc, khiêu vũ và hầu hết mọi khía cạnh của văn hoá. Những người Austronesia này giao thương với những người Austronesia khác, đặc biệt là ở các quốc gia láng giềng Indonesia, Malaysia và Brunei. Họ cũng giao dịch với vùng đất liền Đông Nam Á, và Nhật Bản, Triều Tiên, Trung Quốc, tiểu lục địa Ấn Độ và Ả Rập. Kết quả là một số trong những nền văn hoá này đã ghi dấu ảnh hưởng của họ đối với nền văn hoá Philippines.
Đế quốc Tây Ban Nha sau đó dần dần đánh chiếm các hòn đảo này vào giữa thế kỷ 16 và 19 (Batanes là một trong những nơi cuối cùng bị thực dân hóa vào giữa những năm 1800). Sau hơn ba thế kỷ thực dân hóa, Công giáo Rôma lan rộng khắp quần đảo và ảnh hưởng của Tây Ban Nha đã ảnh hưởng lớn đến nền văn hoá của đất nước này. Philippines, lúc đó do cả hai nước México và Tây Ban Nha quản lý, nhận khá nhiều ảnh hưởng của Tây Ban Nha. Ví dụ, văn hóa Mexico và Tây Ban Nha đã ảnh hưởng đến âm nhạc, khiêu vũ và tôn giáo chính của Philippines cũng như các khía cạnh khác của văn hóa. Sau thời kỳ bị Tây Ban Nha đô hộ Philippines đã trở thành một lãnh thổ thuộc Hoa Kỳ trong gần 50 năm. Ảnh hưởng từ Hoa Kỳ được thể hiện trong việc sử dụng rộng rãi tiếng Anh trên các phương tiện truyền thông, trong nền văn hoá và quần áo hiện đại của Philippines hiện nay.

## Kiến trúc

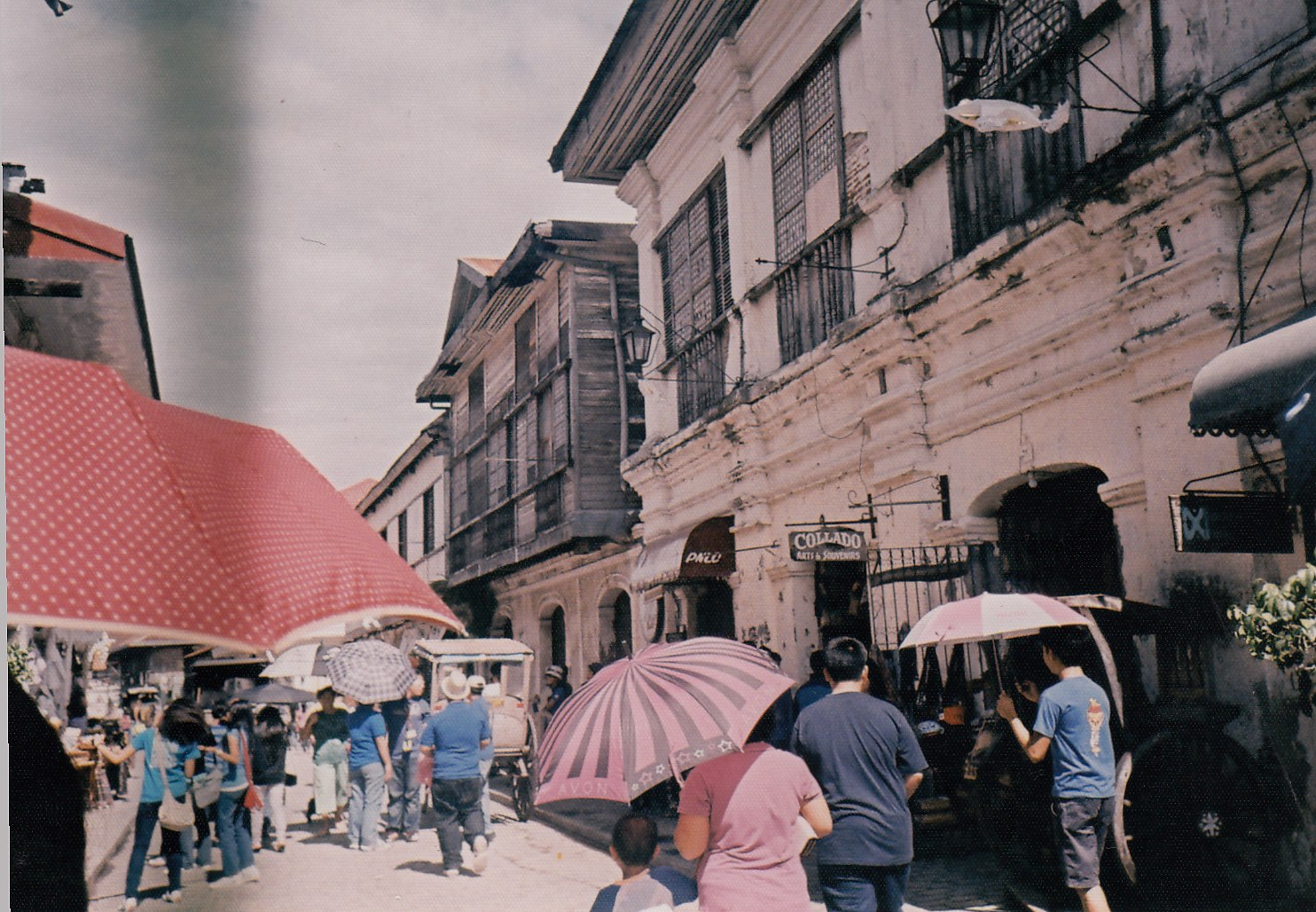
Vigan City

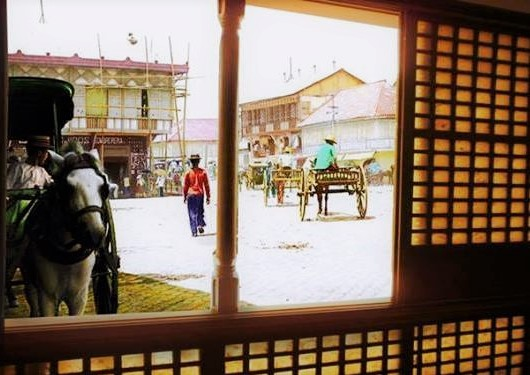
Biểu tượng của Philippines cửa sổ điệp giấy và góc nhìn từ nhà cửa của Bahay na Bato

Là thuộc địa của Đế quốc Tây Ban Nha trong gần 300 năm, người Tây Ban Nha đã giới thiệu kiến trúc thuộc địa của châu Âu tới Philippines. Việc quảng bá Kitô giáo khiến các nhà thờ và kiến trúc châu Âu trở thành trung tâm của hầu hết các thị trấn và thành phố trong nước. Người Tây Ban Nha cũng đã đưa vật liệu đá vào xây dựng và nhà ở, và người Philippines đã kết hợp nó với kiến trúc hiện tại của họ và hình thành một kiến trúc pha trộn hỗn hợp chỉ có ở Philippines. Kiến trúc thực dân Philipin-Tây Ban Nha vẫn có thể thấy trong các nhà thờ, trường học, tu viện, tòa nhà chính phủ và nhà ở trên khắp quốc gia. Bộ sưu tập kiến trúc thuộc địa Tây Ban Nha tốt nhất có thể tìm thấy ở thành phố có tường bao quanh Intramuros ở Manila và trong thành phố cổ Vigan. Các nhà thờ thời thuộc địa cũng là những ví dụ hay nhất về kiến trúc Baroque của Tây Ban Nha gọi là Earthquake Baroque chỉ có ở Philippines. Các tỉnh lịch sử như Ilocos Norte và Ilocos Sur, Pangasinan, Pampanga, Bulacan, Cavite, Laguna, Batangas, Quezon, Cebu, Bohol, Iloilo, Zamboanga del Sur và Negros cũng tự hào có các tòa nhà thời thuộc địa. Trong quá khứ, trước khi là thuộc địa Tây Ban Nha, các túp lều dừa (Bahay Kubo) là hình thức phổ biến của nhà ở của người Philippine bản địa. Nó được đặc trưng bằng cách sử dụng các vật liệu đơn giản như tre và dừa làm nguồn gỗ chính. Cỏ tranh, lá dừa nước và lá dừa được sử dụng làm mái che. Hầu hết các ngôi nhà cổ được xây dựng trên sàn cao hơn đất do có lũ lụt thường xuyên trong mùa mưa. Các biến thể xây dựng trong cùng khu vực bao gồm việc sử dụng mái nhà dày hơn và chắc hơn ở các khu vực núi, hoặc nâng sàn nhà cao hơn ở các khu vực ven biển đặc biệt nếu nhà được xây dựng trên mặt nước. Kiến trúc của các dân tộc bản xứ Philippines khác có thể làm từ một mái nhà bằng gỗ vuông góc và tre nứa thay vì lá cây và được trang trí công phu với các chạm khắc gỗ. Tòa nhà chính của Đại học Santo Tomas ở Manila là một ví dụ về kiến trúc Renaissance Revival. Tòa nhà được xây dựng vào năm 1924 và hoàn thành vào năm 1927. Tòa nhà được Fr. Roque Ruaño, O.P. thiết kế, là tòa nhà chống động đất đầu tiên ở Philippines mà không phải là một nhà thờ. Kiến trúc Hồi giáo và kiến trúc châu Á khác cũng có thể được thấy trong các tòa nhà như các thánh đường và đền chùa. Nhà ở tiền Tây Ban Nha vẫn còn phổ biến ở các vùng nông thôn. Các phân khu nhà ở kiểu hiện đại và các cộng đồng ngoại ô khá phổ biến ở những nơi đô thị hóa như Metro Manila, Metro Cebu và các vùng của Philippines.

Kiến trúc Philippines
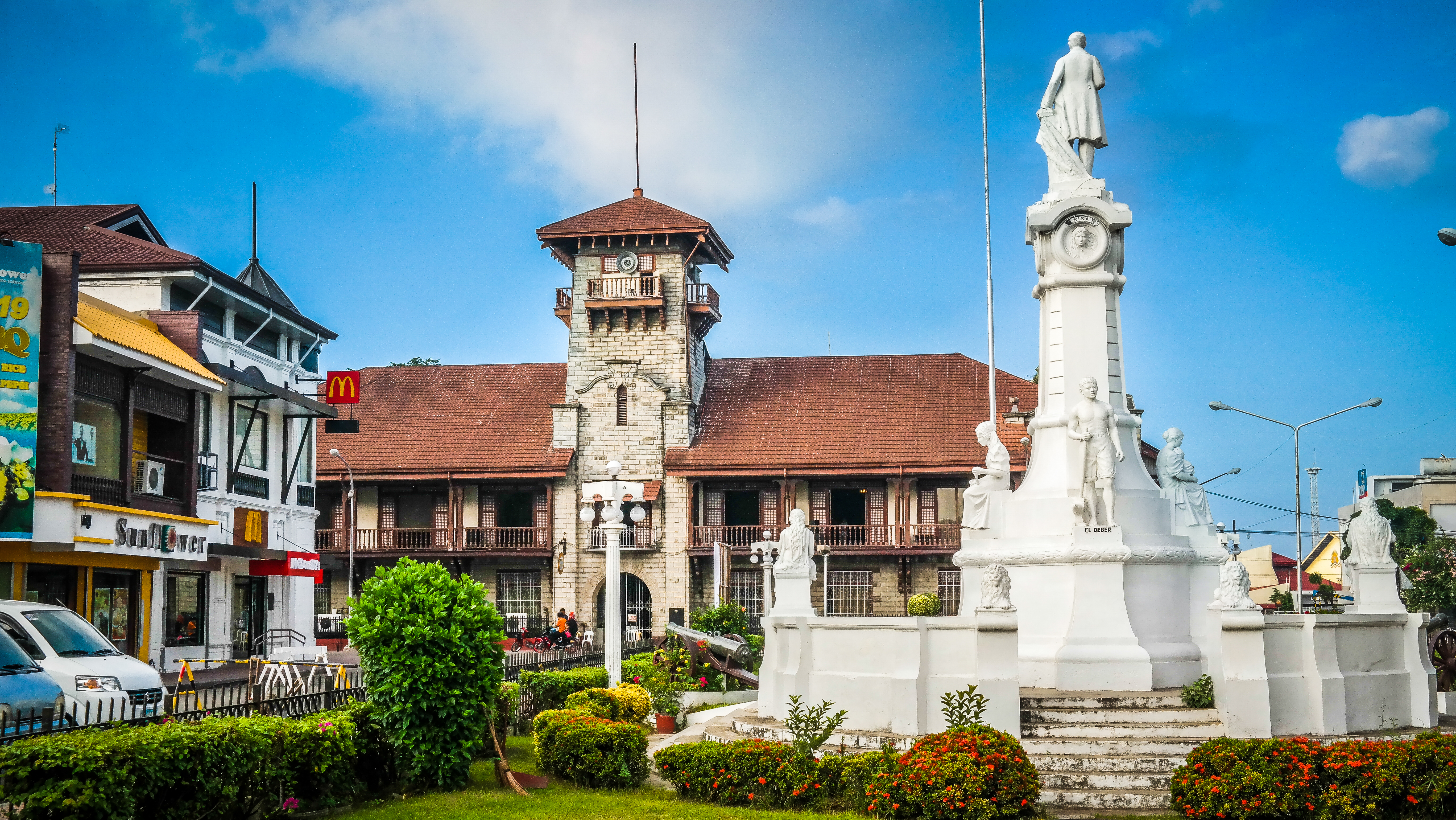
Zamboanga city hall
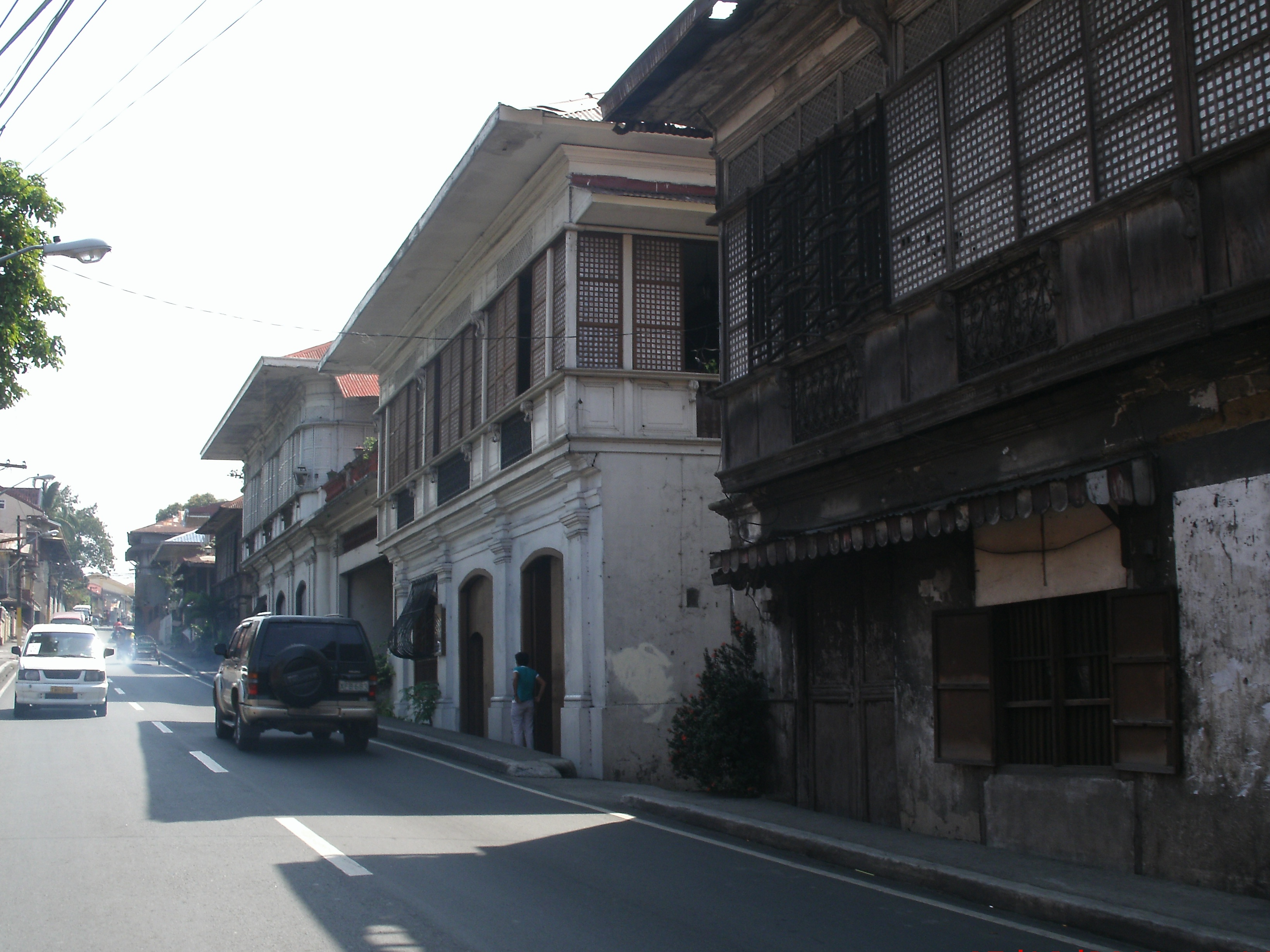
Bahay na Bato houses
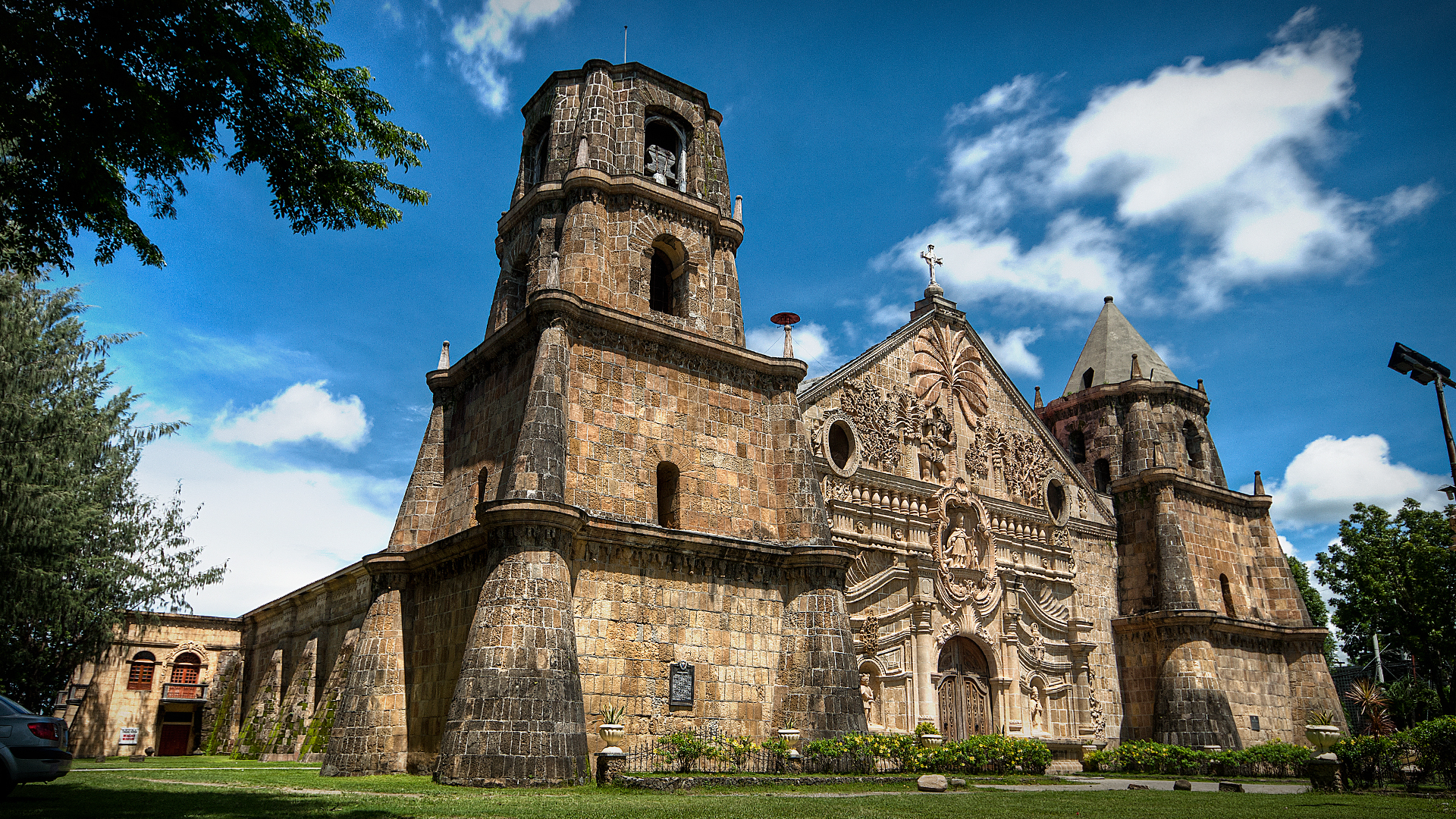
Miagao Church in Iloilo
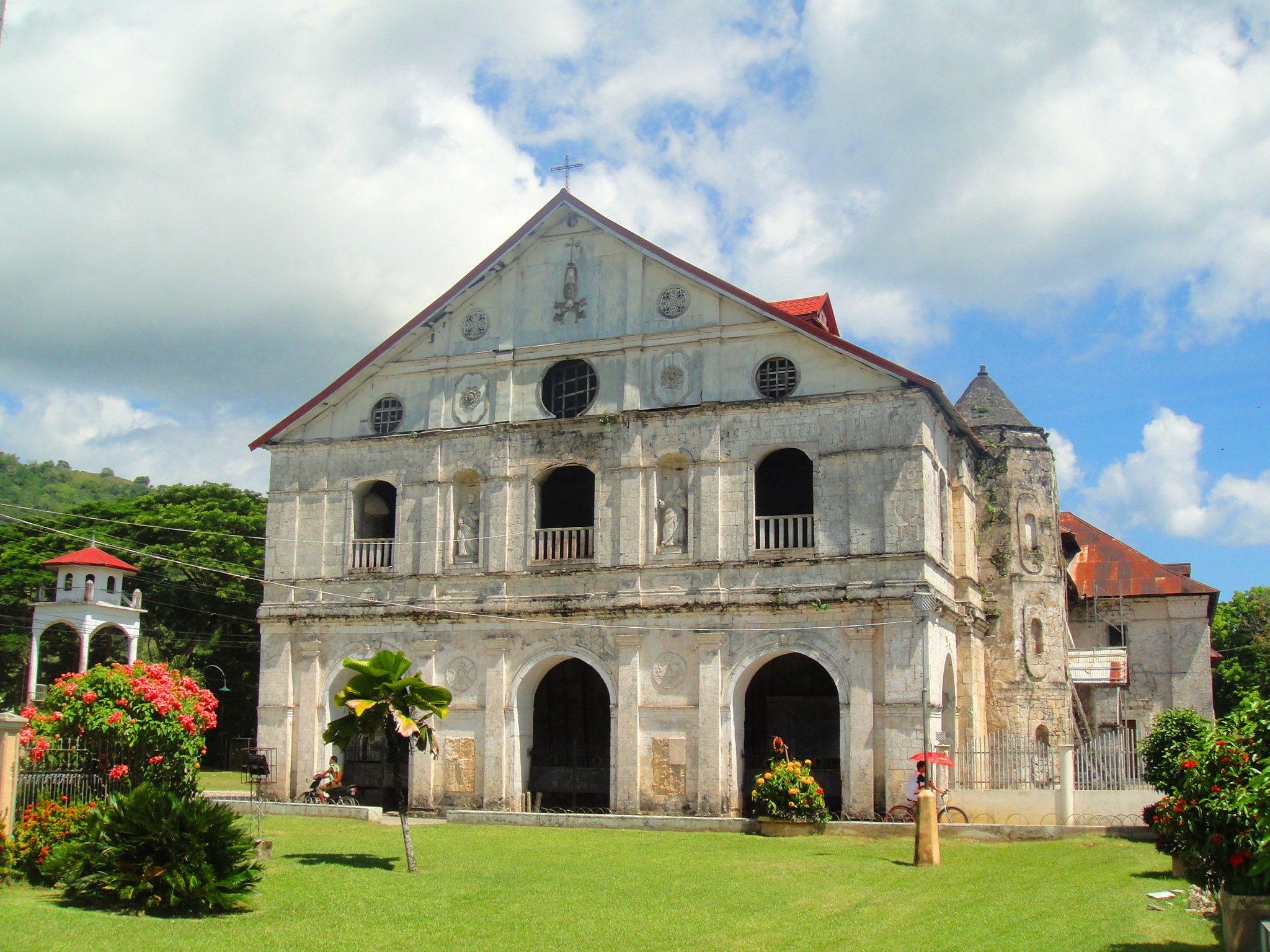
Loboc Church in Bohol